# Turkish Airlines
Turkish Airlines (Turski: Türk Hava Yolları) je glavna turska zrakoplovna tvrtka sa sjedištem u Istanbulu. Glavno čvorište je u Međunarodnoj zračnoj luci Istanbul. Sa svojom flotom od oko 300 zrakoplova lete prema 282 destinacije po čemu su četvrta najveća zrakoplovna kompanija u svijetu po broju gradova, ali su prvi u svijetu po broju država u koje lete.

## Flota
Turkish Airlines flota se sastoji od sljedećih zrakoplova (6. siječnja 2016.):

## Poslovni rezultati
|                                    | 2003        | 2004         | 2005         | 2006         | 2007          | 2008          | 2009          | 2010          | 2011          | 2012          | 2013   | 2014   |
| ---------------------------------- | ----------- | ------------ | ------------ | ------------ | ------------- | ------------- | ------------- | ------------- | ------------- | ------------- | ------ | ------ |
| Promet (u mil. Turskih lira)       | 2.846       | 2.593        | 2.956        | 3.812        | 4.860         | 6.123         | 7.036         | 8.423         | 11.813        | 14.909        | 18.777 | 24.158 |
| Neto dobit (u mil. Turskih lira)   | 243         | 107          | 138          | 179          | 265           | 1,134         | 559           | 286           | 19            | 1.133         | 683    | 1.819  |
| Broj prevezenih putnika (mil.)     | 10,4        | 12,0         | 14,1         | 16,9         | 19,6          | 22,6          | 25,1          | 29,1          | 32,6          | 39,0          | 48,3   | 54,7   |
| Faktor popunjenosti (%)            | 67          | 70           | 72           | 69           | 73            | 74            | 71            | 74            | 73            | 77            | 79     | 79     |
| Prevezeni teret ( u 000 tona)      | 123         | 135          | 145          | 160          | 183           | 199           | 238           | 314           | 388           | 471           | 565    | 668    |
| Broj zrakoplova (na kraju godine)  | 65          | 73           | 83           | 103          | 102           | 127           | 134           | 153           | 179           | 200           | 233    | 261    |
| Broj destinacija (na kraju godine) | 103         | 102          | 107          | 134          | 138           | 142           | 156           | 171           | 189           | 217           | 243    | 264    |
| Sources                            | [ 8 ] [ 9 ] | [ 9 ] [ 10 ] | [ 9 ] [ 11 ] | [ 9 ] [ 12 ] | [ 13 ] [ 14 ] | [ 15 ] [ 16 ] | [ 17 ] [ 18 ] | [ 19 ] [ 20 ] | [ 21 ] [ 22 ] | [ 21 ] [ 22 ] | [ 23 ] | [ 24 ] |

## Vanjske poveznice
- Turkish Airlines Službena Web stranica
- Turkish Airlines Cargo  Arhivirana inačica izvorne stranice od 22. studenoga 2005. (Wayback Machine)
- Turkish Airlines Flota
- Turkish Airlines Slike  Arhivirana inačica izvorne stranice od 17. prosinca 2007. (Wayback Machine)